# Liste der Baudenkmäler in Höchheim
Auf dieser Seite sind die Baudenkmäler in der unterfränkischen Gemeinde Höchheim zusammengestellt. Diese Tabelle ist eine Teilliste der Liste der Baudenkmäler in Bayern. Grundlage ist die Bayerische Denkmalliste, die auf Basis des Bayerischen Denkmalschutzgesetzes vom 1. Oktober 1973 erstmals erstellt wurde und seither durch das Bayerische Landesamt für Denkmalpflege geführt wird. Die folgenden Angaben ersetzen nicht die rechtsverbindliche Auskunft der Denkmalschutzbehörde.

## Baudenkmäler nach Gemeindeteilen

### Höchheim
| Lage                               | Objekt                                    | Beschreibung | Akten-Nr.              | Bild           |
| ---------------------------------- | ----------------------------------------- | --- | ---------------------- | -------------- |
| Caspar-von-Bibra-Weg 2 (Standort)  | Evangelisch-lutherische Kirche            | Barocke Chorturmkirche, Massivbau, Schiff mit Satteldach, Kirchturm mit Zwiebelhaube mit Laterne, 1714; mit Ausstattung | D-6-73-134-1 Wikidata  | weitere Bilder |
| Caspar-von-Bibra-Weg 2 (Standort)  | Kirchhofmauer                             | Naturstein, 15./16. Jahrhundert | D-6-73-134-1 Wikidata  | weitere Bilder |
| Dorfbrunnenstraße (Standort)       | Dorfbrunnen                               | Brunnenfassung, in den Boden eingetiefter, durch schmale Treppe zugänglicher kleiner Sandsteinbau mit flach geneigtem Satteldach, bezeichnet „1528“ und „1697“ | D-6-73-134-4 Wikidata  | weitere Bilder |
| Dorfbrunnenstraße 4 (Standort)     | Ehemaliges Burggut                        | Bruchsteinbau auf annähernd trapezförmigem Grundriss, zweigeschossig über hohem Keller, Zweidrittelwalmdach, an der westlichen Schmalseite Querbau mit Satteldach und Treppengiebeln, erste Hälfte 15. Jahrhundert                                                                              | D-6-73-134-2 Wikidata  | weitere Bilder |
| Gollmuthhäuser Straße 8 (Standort) | Fußgängerpforte                           | Schulterbogen mit vegetabilen Reliefs im Scheitelstein und den Zwickeln, profiliertes Gewände, Sandsteinquader, bezeichnet „1753“ | D-6-73-134-35 Wikidata | weitere Bilder |
| Lindenhof-Salem 1 (Standort)       | Pachthof, Herrenhaus, sogenanntes Schloss | stattlicher traufständiger zweigeschossiger Halbwalmdachbau über Sandsteinsockel, nach Norden nachträglich um ein Längsgefach erweitert, Erdgeschoss teils Sandstein, teils Fachwerk, Obergeschoss Fachwerk, im Kern erste Hälfte 18. Jahrhundert, Erweiterungen 1762–69 und im 19. Jahrhundert | D-6-73-134-3 Wikidata  | weitere Bilder |
| Lindenhof-Salem 3 (Standort)       | Hofmauer                                  | Aus Sandstein, mit Torpfosten und Pforte mit Pinienzapfenbekrönung, über der Pforte Allianzwappenstein von Bibra/von Uttenhoven, bezeichnet „1769“, zwei schlichte Sandsteintorpfeiler zum Ökonomiehof                                                                                          | D-6-73-134-3 Wikidata  | weitere Bilder |
| Rothäuser Straße (Standort)        | Kilometerstein                            | Sandstein, nach 1872 | D-6-73-134-50          | BW             |
| Rothäuser Straße 9 (Standort)      | Ehemalige Schule, heute Rathaus           | stattlicher zweigeschossiger massiver Satteldachbau auf hohem Sockelgeschoss, Putzfassade, Lisenengliederung und Fenstergewände Sandstein, 1866, Anbau 1907/08 | D-6-73-134-51          | BW             |

### Gemeindemühle
| Lage                      | Objekt       | Beschreibung | Akten-Nr.              | Bild |
| ------------------------- | ------------ | --- | ---------------------- | ---- |
| Hauptstraße 36 (Standort) | Äußere Mühle | Ehemalige Gemeindemühle, zweigeschossiges Fachwerkgebäude, im Kern um 1700, Frackdacherweiterung mit Biedermeierhaustür erste Hälfte 19. Jahrhundert | D-6-73-134-36 Wikidata | BW   |
| Hauptstraße 36 (Standort) | Äußere Mühle | Nebengebäude in Fachwerk mit Satteldach zweite Hälfte 19. Jahrhundert, mit Erweiterung Anfang 20. Jahrhundert                                        | D-6-73-134-36 Wikidata | BW   |

### Gollmuthhausen
| Lage | Objekt                         | Beschreibung | Akten-Nr.              | Bild           |
| --- | ------------------------------ | --- | ---------------------- | -------------- |
| Am Rathaus 3 (Standort)                                                                                 | Bauernhaus                     | Zweigeschossiges Wohnhaus mit Satteldach, Fachwerk über Sandsteinsockel, geschnitzter Eckständer, um 1700 | D-6-73-134-37 Wikidata | BW             |
| Birkenhof 1 (Standort)                                                                                  | Bauernhaus                     | Zweigeschossiger giebelständiger Satteldachbau, Fachwerk über Sandsteinsockel, um 1800, 1880 erneuert | D-6-73-134-8 Wikidata  | BW             |
| Birkenhof 1 (Standort)                                                                                  | Scheune                        | Eineinhalbgeschossiger Fachwerkbau mit Satteldach, Ausfachungen in Naturstein, Ende 19. Jahrhundert, über Sandsteinquadersockel um 1800 | D-6-73-134-8 Wikidata  | BW             |
| Dorfplatz 2 (Standort)                                                                                  | Bauernhaus                     | Zweigeschossiger Traufseitbau mit Satteldach, Erdgeschoss massiv, Fachwerkobergeschoss, 18./19. Jahrhundert | D-6-73-134-18 Wikidata | weitere Bilder |
| Hauptstraße 7 (Standort)                                                                                | Hofanlage                      | Wohnhaus, zweigeschossiger Fachwerkbau mit Sandsteinsockel, Halbwalmdach und östlicher Obergeschosslaube, bez. 1836; Scheune, Fachwerkbau mit Satteldach und Bruchsteinausfachung, wohl gleichzeitig; Pforte von Kreuzschlepper bekrönt, Sandstein, bez. 1759 (transloziert)  | D-6-73-134-61          | BW             |
| Hauptstraße 14 (Standort)                                                                               | Bauernhaus                     | Zweigeschossiger traufständiger Sattaldachbau, massives Erdgeschoss, Fachwerkobergeschoss giebelseitig verputzt, 18./19. Jahrhundert | D-6-73-134-21 Wikidata | weitere Bilder |
| Hauptstraße 16 (Standort)                                                                               | Bauernhaus                     | Giebelständiger Satteldachbau, massives Erdgeschoss, Fachwerkobergeschoss, bezeichnet „1671“ | D-6-73-134-20 Wikidata | weitere Bilder |
| Hauptstraße 18 (Standort)                                                                               | Bauernhaus                     | Zweigeschossiger traufständiger Sattaldachbau, massives Erdgeschoss, Fachwerkobergeschoss giebelseitig verputzt, Anfang 19. Jahrhundert | D-6-73-134-19 Wikidata | weitere Bilder |
| Hauptstraße 24 (Standort)                                                                               | Bauernhaus                     | Zweigeschossiger traufständiger Sattaldachbau, massives Erdgeschoss, Fachwerkobergeschoss giebelseitig verputzt, geschnitzte Eckständer und Schwelle, Anfang 19. Jahrhundert, Erdgeschoss in jüngerer Zeit verändert                                                          | D-6-73-134-11 Wikidata | weitere Bilder |
| Hauptstraße 26 (Standort)                                                                               | Bauernhaus                     | Zweigeschossiger Sattaldachbau, massives Erdgeschoss, Fachwerkobergeschoss, Anfang 19. Jahrhundert | D-6-73-134-10 Wikidata | BW             |
| Kirchgasse 2 (Standort)                                                                                 | Ehemalige Schule               | Zweigeschossiger Bau in Hanglage mit hohem Sandstein-Kellersockel, Halbwalm nach Norden und Ziergiebel nach Westen, Öffnungen mit Sandsteinrahmungen, im Erdgeschoss rundbogig, historistisch, bezeichnet „1903“, Nebengebäude Fachwerk auf Bruchsteinsockel, 19. Jahrhundert | D-6-73-134-63 Wikidata | weitere Bilder |
| Kirchgasse 4 (Standort)                                                                                 | Evangelisch-lutherische Kirche | Querrechteckiger klassizistischer Saalbau mit flach geneigtem Satteldach, polygonaler Turm mit Spitzhelm, Massivbau, 1819 von Maurermeister Georg Büttner nach einem Entwurf von Bernhard Morell; mit Ausstattung                                                             | D-6-73-134-5 Wikidata  | weitere Bilder |
| Lindenweg 2 (Standort)                                                                                  | Bauernhaus                     | Zweigeschossiges Satteldachhaus, massives Erdgeschoss, Fachwerkobergeschoss, wohl 18. Jahrhundert | D-6-73-134-16 Wikidata | weitere Bilder |
| Lindenweg 4 (Standort)                                                                                  | Bauernhaus                     | Zweigeschossiges Wohnstallhaus, massives Erdgeschoss, Fachwerkobergeschoss, Satteldach, 18./19. Jahrhundert | D-6-73-134-15 Wikidata | weitere Bilder |
| Lindenweg 7 (Standort)                                                                                  | Bauernhaus                     | Zweigeschossiger traufständiger Satteldachbau, massives Erdgeschoss, Fachwerkobergeschoss, vorkragende Obergeschosslaube, 18. Jahrhundert | D-6-73-134-14 Wikidata | weitere Bilder |
| Lindenweg 9 (Standort)                                                                                  | Bauernhaus                     | Zweigeschossiges giebelständiges Wohnhaus mit Satteldach, Erdgeschoss massiv erneuert, Obergeschoss Fachwerk mit verzierten Eckständern, 18. Jahrhundert | D-6-73-134-13 Wikidata | weitere Bilder |
| Waldabteilung Steinernes Kreuz, an Grenzstein der Gemarkungsgrenze Aubstadt / Gollmuthhausen (Standort) | Steinkreuz                     | Sandstein, frühneuzeitlich | D-6-73-134-22 Wikidata | BW             |

### Irmelshausen
| Lage                                       | Objekt | Beschreibung | Akten-Nr.              | Bild           |
| ------------------------------------------ | --- | --- | ---------------------- | -------------- |
| Am Denkmal (Standort)                      | Grabdenkmal für Alfred Freiherr von Bibra (1827–1880)                                                                                               | Monument aus Sandstein mit sieben Meter hohem Türmchen und Fialen auf mehrstufigem Unterbau mit Gruft, neugotisch, nach 1880 | D-6-73-134-65 Wikidata | weitere Bilder |
| Brunnengasse 2 (Standort)                  | Wohnhaus, heute Gasthaus | Zweigeschossiger Satteldachbau, massives verputztes Erdgeschoss, Obergeschoss in Fachwerk, 17./18. Jahrhundert | D-6-73-134-39 Wikidata | weitere Bilder |
| Hauptstraße 4 (Standort)                   | Bauernhaus | Wohnstallhaus auf Winkelgrundriss aus zwei Baukörpern bestehend, einseitig abgewalmtes Dach, Fachwerk auf massivem Sockel, 16./17. Jahrhundert | D-6-73-134-38 Wikidata | weitere Bilder |
| Hauptstraße 4 (Standort)                   | Rückwärtiger Anbau | Eingeschossiger Bruchsteinbau mit Satteldach, um 1800 | D-6-73-134-38 Wikidata | weitere Bilder |
| Hauptstraße 20 (Standort)                  | Gutshof, Wohnhaus | Stattlicher zweigeschossiger Halbwalmdachbau mit traufseitbreiten Schleppgauben, massives Erdgeschoss, Fachwerkobergeschoss, im Kern um 1550, Veränderungen 18./19. Jahrhundert; ursprünglich einer der beiden Ökonomiehöfe des Wasserschlosses (vgl. Schloss 1 und 1a) | D-6-73-134-27 Wikidata | weitere Bilder |
| Hauptstraße 20 (Standort)                  | Gutshof | Hofmauer mit Hoftorpfeilern, 18. Jahrhundert | D-6-73-134-27 Wikidata | weitere Bilder |
| Hauptstraße 20 (Standort)                  | Scheune | Zweigeschossiger Bruchsteinbau auf Winkelgrundriss, mit gemauerten Schildgiebeln, hofseitige Traufe in Fachwerk, im Kern 1607 | D-6-73-134-27 Wikidata | BW             |
| Hauptstraße 20 (Standort)                  | Gutshof, nördliches Nebengebäude zwischen Wohnhaus und Scheune                                                                                      | Eingeschossiger Massivbau mit Satteldach, wohl 17. Jahrhundert | D-6-73-134-27          | BW             |
| Hauptstraße 20 (Standort)                  | Gutshof, weitere, den Hof zu einer hufeisenförmigen Anlage ergänzende südwestliche Nebengebäude                                                     | Eingeschossige Massivbauten mit Fachwerkdetails und Satteldächern, im 18./19. Jahrhundert | D-6-73-134-27 Wikidata | BW             |
| Hauptstraße 22 (Standort)                  | Gutshof, stattliches Wohnstallhaus | Zweigeschossiger Halbwalmdachbau mit traufseitbreiten Schleppgauben, das massive Erdgeschoss am Wohnteil verputzt, im Stallbereich Sandsteinquader, Obergeschoss Fachwerk, 1822; ursprünglich einer der beiden Ökonomiehöfe des Wasserschlosses (vgl. Schloss 1 und 1a) | D-6-73-134-29 Wikidata | weitere Bilder |
| Hauptstraße 22 (Standort)                  | Gutshof, östlich giebelseitig angefügte Fachwerkscheune                                                                                             | Mit Satteldach, 18./19. Jahrhundert | D-6-73-134-29 Wikidata | weitere Bilder |
| Hauptstraße 22 (Standort)                  | Gutshof, entlang der Ost- und Südseite weitere, den Hof zu einer hufeisenförmigen Anlage ergänzende eingeschossige Nebengebäude, Remisen und Ställe | Meist in Fachwerk mit Satteldach, zum Teil auf Bruchsteinsockel, am Eck vor der Schlossbrücke aus Sandsteinquadern mit Fachwerkgiebel, 18. und 19. Jahrhundert | D-6-73-134-29 Wikidata | weitere Bilder |
| Hauptstraße 22 (Standort)                  | Gutshof, Hofmauer | Naturstein, 19. Jahrhundert | D-6-73-134-29 Wikidata | weitere Bilder |
| Hauptstraße 26 (Standort)                  | Wohnhaus eines kleinen Dreiseithofes | Zweistöckiger Satteldachbau mit Hochlaube, fachwerksichtig, am Keller bezeichnet „1687“, Holzkonstruktion im Erdgeschoss weitgehend erneuert | D-6-73-134-40 Wikidata | weitere Bilder |
| Kirchplatz 1 (Standort)                    | Gasthaus zur Linde | Zweigeschossiger Eckbau auf Winkelgrundriss, Sandsteinsockel, massives verputztes Erdgeschoss, Fachwerkobergeschoss, Walmdach, bezeichnet „1835“ | D-6-73-134-30 Wikidata | weitere Bilder |
| Kirchplatz 3 (Standort)                    | Evangelisch-lutherische Pfarrkirche St. Jakobus | Spätgotische Chorturmkirche, verputzter Massivbau, Schiff mit Krüppelwalmdach und Turmunterbau 1471–1518, nachgotische Maßwerkbrüstung am Turmabschluss von 1575, Obergeschoss und welsche Haube mit barocker doppelter Laterne 1712, Restaurierung 1877/78, Freilegung des Turmmauerwerks 1889, Neuverputz des Langhauses 1906, bauzeitlicher Sakristeianbau mit Pultdach, Aufgang zum ehemaligen Herrschaftsstand 17. Jahrhundert, polygonaler Treppenturm zu den Emporen, verputztes Fachwerk mit Haube, um 1700; mit Ausstattung | D-6-73-134-23 Wikidata | weitere Bilder |
| Kirchplatz 3 (auf dem Friedhof) (Standort) | Grabmäler | Sandstein und gusseiserne Kreuze, 19. Jahrhundert | D-6-73-134-24 Wikidata | weitere Bilder |
| Mendhäuser Straße 2 (Standort)             | Ehemaliges Wohnstallhaus | Zweigeschossiger Fachwerkbau, Satteldach, Obergeschosslaube, bezeichnet „1686“ | D-6-73-134-48 Wikidata | weitere Bilder |
| Mühlgasse 14 (Standort)                    | Ehemalige Mühle | Zweigeschossiger Halbwalmdachbau, Erdgeschoss massiv, Fachwerkobergeschoss, giebelseitiger Rundbogeneingang, daneben schmales Hochrechteckiges Fenster bezeichnet „1719“ | D-6-73-134-42 Wikidata | weitere Bilder |
| Mühlgasse 24 (Standort)                    | Schafstall | langgestreckter eingeschossiger Sandsteinbau mit Halbwalmdach, 2. Hälfte 18. Jh. | D-6-73-134-67          | weitere Bilder |
| Obere Dorfstraße (Standort)                | Ehemaliger Schlosskeller | In den Hang gebaute Kelleranlage, Bruchstein und Werkstein, der Rundbogeneingang auf den Weg zwischen den beiden Schlossokonomiehöfen zum Schlosseingang ausgerichtet, 16./17. Jahrhundert, darüber eingeschossiges Fachwerkhaus mit Walmdach und auf Ständern über dem Kellereingang vorkragendem Anbau mit Satteldach, 17. Jahrhundert, daneben Fachwerkscheune mit Satteldach, giebelseitig verbrettert, 19. Jahrhundert; ehemals zur Schlossökonomie des Wasserschlosses gehörig (siehe Schloss 1 und 1a, Hauptstraße 20 und 22) | D-6-73-134-28 Wikidata | weitere Bilder |
| Obere Dorfstraße 6 (Standort)              | Gutshof, ehemaliges „Altes Schloss“ | Zweigeschossiges breitgelagertes Herrenhaus auf Winkelgrundriss, massives Erdgeschoss, Fachwerkobergeschoss, Satteldach mit schmalem Zwerchhaus, im Kern 16./17. Jahrhundert, Veränderungen und Erweiterung, unter anderem geohrtes Türgewände, 18. Jahrhundert | D-6-73-134-26 Wikidata | weitere Bilder |
| Obere Dorfstraße 6 (Standort)              | Gutshof, hofseits kleine im Winkel anschließende Nebengebäude und ein langgestrecktes parallel angeordnetes Stall- und Remisengebäude               | Teils massiv, teils Fachwerk, Satteldach, erste Hälfte 19. Jahrhundert; Torpfeiler, Sandsteinquader, erste Hälfte 19. Jahrhundert | D-6-73-134-26 Wikidata | weitere Bilder |
| Obere Dorfstraße 7 (Standort)              | Wohnhaus | Zweigeschossiger traufständiger Krüppelwalmdachbau, fachwerksichtig, bezeichnet „1817“ | D-6-73-134-31 Wikidata | weitere Bilder |
| Obere Dorfstraße 8 (Standort)              | Ehemaliges Wohnstallhaus | Schmaler giebelständiger zweigeschossiger Satteldachbau, Fachwerk auf Natursteinsockel, ehemals mit heute verglaster Hochlaube, zweite Hälfte 17./erste Hälfte 18. Jahrhundert | D-6-73-134-41 Wikidata | weitere Bilder |

Schloss Irmelshausen
Wasserschloss: Geschlossene Anlage (Lage) um unregelmäßig fünfeckigen Binnenhof, um 1500 und nach Mitte 16. Jahrhundert, Nordwestflügel und Nordflügel mit Haupteingang zwischen zwei Turmbauten (der westliche der Dicke Turm), dreigeschossiger Bau, untere Geschosse massiv, Obergeschoss in Fachwerk, spätes 15. Jahrhundert bis 1514, Veränderungen 1699, Fachwerkobergeschosse durch Baurat Döbner 1854 erneuert. Aktennummer D-6-73-134-25.
- sogenannter Hansenbau, aus Südwest-, Süd- und Ostflügel, zweigeschossige Massivbauten mit runden Treppentürmen mit Kuppeldach, Bruchstein mit Eckquadern, 1556–1561, mit Ausstattung
- vor der Hofeinfahrt zweibogige Sandsteinquaderbrücke, um 1700
- Bering, Schloss und Graben umschließend, niedrige Natursteinmauer, um 1500, mit drei (von urspr. fünf) erhaltenen Rundtürmen
- Nordwestturm, Sandsteinquaderbau mit polygonalem Glockendach
- Südwestturm, zweigeschossig, massives Erdgeschoss, polygonales verputztes Fachwerkobergeschoss, Kegeldach
- Südostturm, zweigeschossig, massives Erdgeschoss, polygonales Fachwerkobergeschoss, Kegeldach
- Schlossgarten
- vor dem ehemaligen Torbau der Schlossummauerung zweieinhalbbogige Sandsteinquaderbrücke über den Milzbeigraben, 18. Jh.
- ursprünglich zugehörig die beiden nördlich vorgelagerten Ökonomiehöfe (vgl. Hauptstraße 20 und Hauptstraße 22)

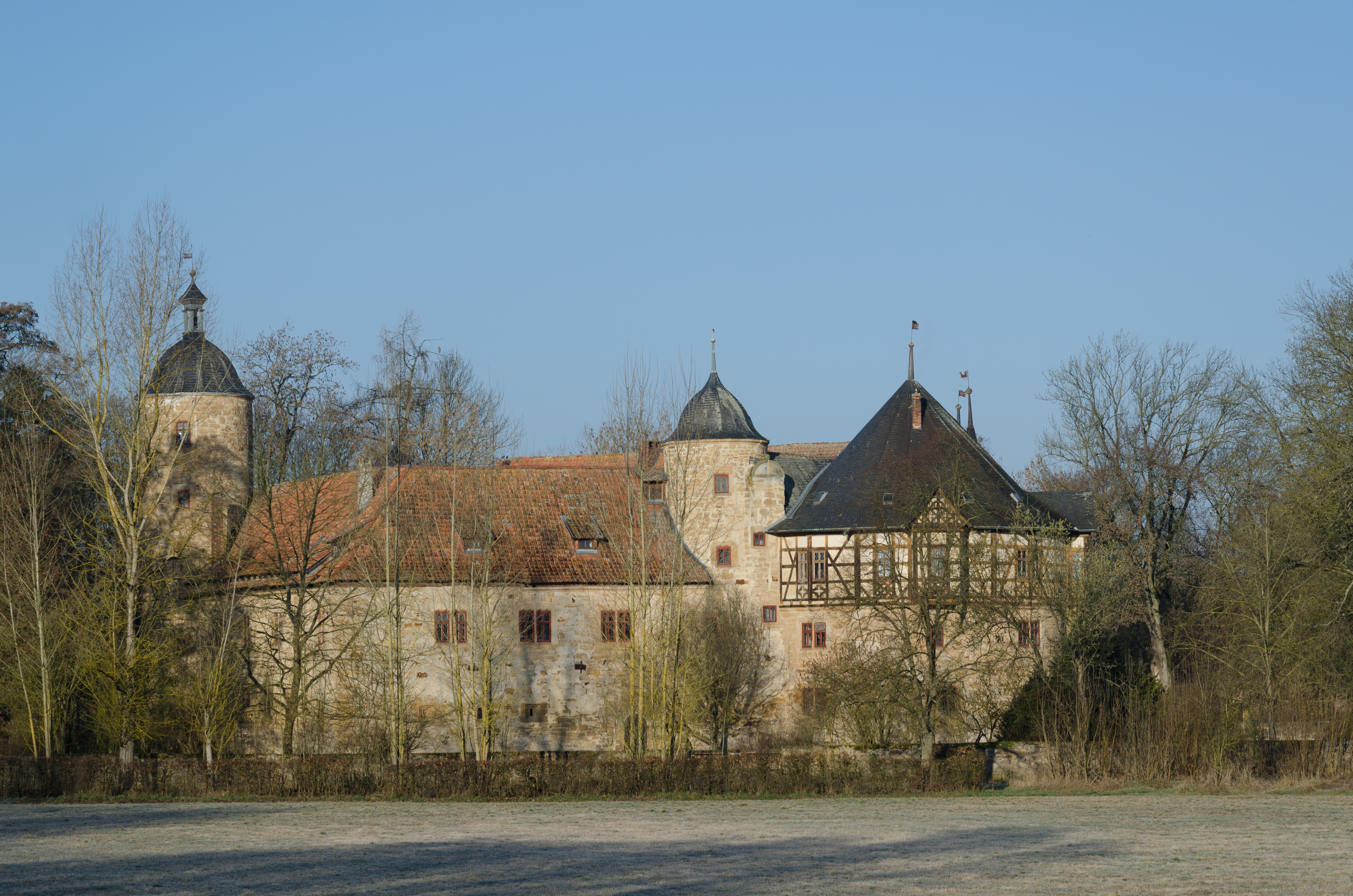
Schloss Irmelshausen, Hansenbau von Osten weitere Bilder
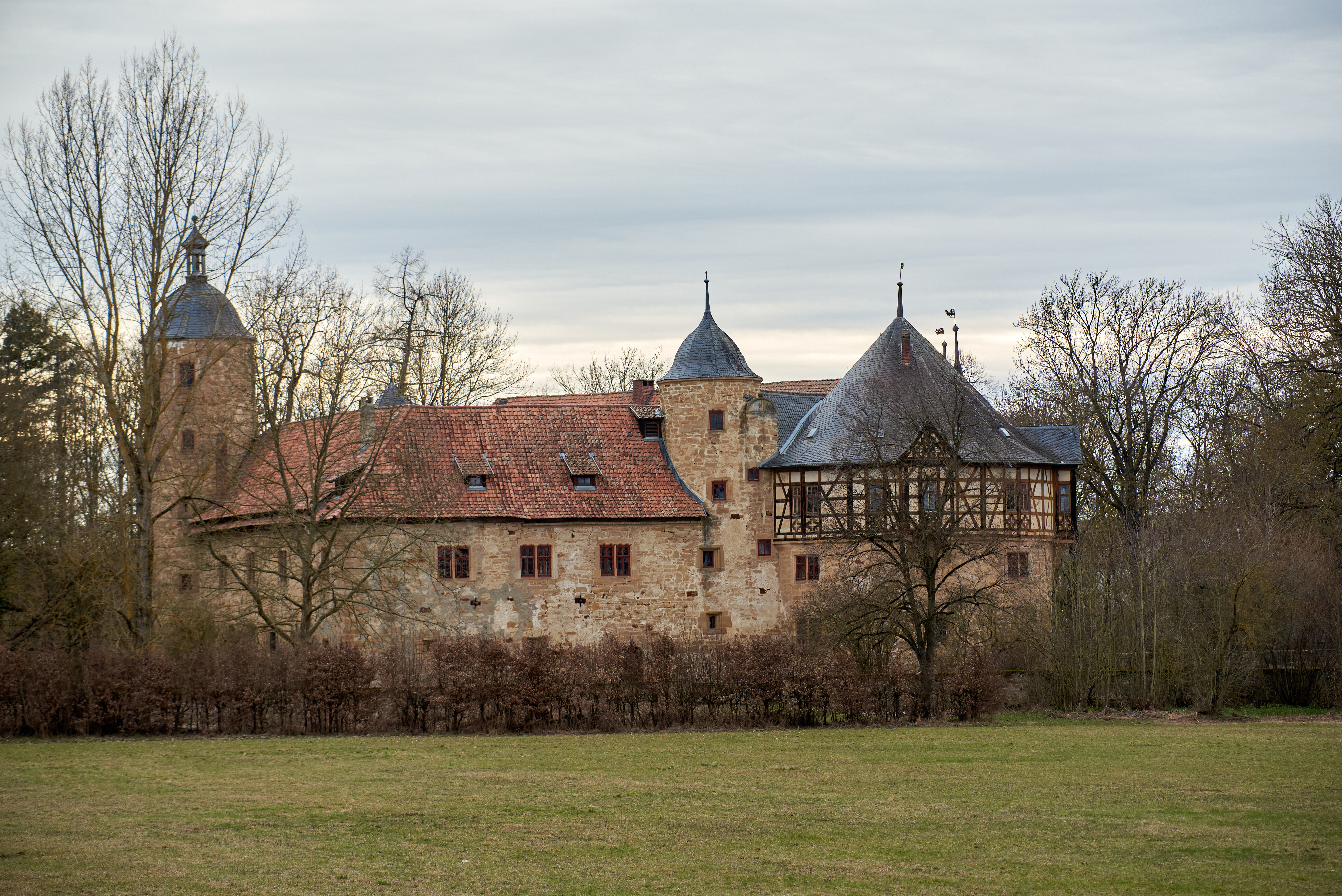
Schloss Irmelshausen, Hansenbau von Osten 2021 weitere Bilder
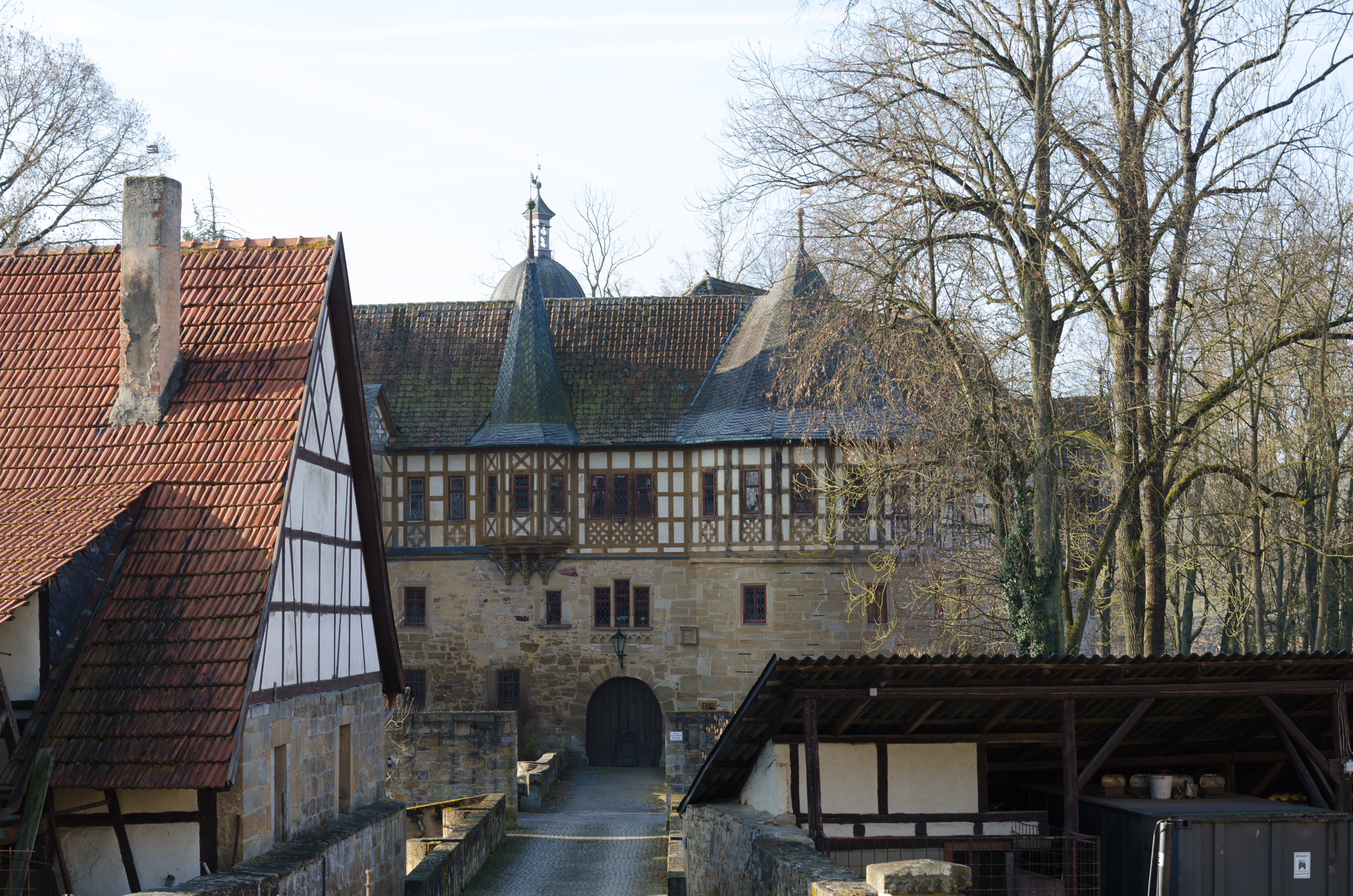
Schloss Irmelshausen, Hansenbau  von Norden weitere Bilder

### Rothausen
| Lage                                                       | Objekt                             | Beschreibung | Akten-Nr.              | Bild           |
| ---------------------------------------------------------- | ---------------------------------- | --- | ---------------------- | -------------- |
| Brauhausstraße (Standort)                                  | Friedhofsmauer                     | Bruchstein und Haustein, 19. Jahrhundert, mit Inschriftgrabstein, Sandstein, bezeichnet „1626“                                                                       | D-6-73-134-33 Wikidata | weitere Bilder |
| Brauhausstraße (auf dem Platz vor dem Friedhof) (Standort) | Kriegerdenkmal                     | Rustizierter Block mit Inschriftplatte und Kreuzbekrönung für 1914/18, seitlich zwei schlichte Platten mit Namen der Gefallenen 1939/45 Sandstein, um 1920 bzw. 1950 | D-6-73-134-34 Wikidata | weitere Bilder |
| Dorfplatz (Standort)                                       | Dorflinde                          | mit zwölfeckiger Sandsteinquadereinfassung sowie Steintisch mit quaderförmigem Sockel und breiter Tischplatte, bezeichnet „1876“                                     | D-6-73-134-45 Wikidata | weitere Bilder |
| Dorfplatz 1 (Standort)                                     | Wohnhaus                           | Kleiner zweigeschossiger Satteldachbau Fachwerk, östliche Traufseite mit Zierfachwerk, 17./18. Jahrhundert                                                           | D-6-73-134-46 Wikidata | weitere Bilder |
| Dorfplatz 15 (Standort)                                    | Ehemaliges Schul- und Gemeindehaus | Zweigeschossiger Walmdachbau, Sandsteinquader, Obergeschoss verschiefert, bezeichnet „1890“                                                                          | D-6-73-134-43 Wikidata | weitere Bilder |
| Dorfplatz 15 (Standort)                                    | Nebengebäude                       | Rückwärtiger Fachwerkbau mit Walmdach, bauzeitlich | D-6-73-134-43 Wikidata | BW             |
| Dorfplatz 15 (Standort)                                    | Nebengebäude                       | Rückwärtiger erdgeschossiger Massivbau mit Satteldach, bauzeitlich                                                                                                   | D-6-73-134-43 Wikidata | weitere Bilder |
| Dorfplatz 17 (Standort)                                    | Gemeindeback- und Waaghaus         | Eingeschossiger Sandsteinquaderbau mit Satteldach und Treppengiebeln, Ende 19. Jahrhundert, Ostseite im 20. Jahrhundert überformt                                    | D-6-73-134-44 Wikidata | weitere Bilder |
| Dorfplatz 19 (Standort)                                    | Evangelisch-lutherische Kirche     | Chorturmkirche, verputzter Massivbau mit Eckquaderungen, Turm spätmittelalterlich, mit Spitzhelm, Langhaus, mit Satteldach, Mitte 17. Jahrhundert, mit Ausstattung   | D-6-73-134-32 Wikidata | weitere Bilder |
| Oberer Dorfplatz 2 (Standort)                              | Kirchhofmauer bzw. -einfriedung    | Naturstein und Gusseisen, wohl 19. Jahrhundert | D-6-73-134-32 Wikidata | weitere Bilder |
| Untere Dorfgasse 2 (Standort)                              | Austragshaus                       | Zweigeschossiger Satteldachbau, Erdgeschoss massiv verputzt, Obergeschoss und Giebel Fachwerk, 18. Jahrhundert; ehemaliges Austragshaus zu Untere Dorfgasse 1        | D-6-73-134-47 Wikidata | weitere Bilder |

## Ehemalige Baudenkmäler
In diesem Abschnitt sind Objekte aufgeführt, die früher einmal in der Denkmalliste eingetragen waren, jetzt aber nicht mehr. Objekte, die in anderem Zusammenhang also z. B. als Teil eines Baudenkmals weiter eingetragen sind, sollen hier nicht aufgeführt werden. Aktennummern in diesem Abschnitt sind ehemalige, jetzt nicht mehr gültige Aktennummern.

| Lage                                    | Objekt               | Beschreibung | Akten-Nr.              | Bild           |
| --------------------------------------- | -------------------- | --- | ---------------------- | -------------- |
| Höchheim Dorfbrunnenstraße 2 (Standort) | Ehemaliges Wirtshaus | Zweigeschossiger Walmdachbau über hohem Sockelgeschoss, massiv und Fachwerk verputzt, im Kern um 1800 | D-6-73-134-52 Wikidata | weitere Bilder |
| Gollmuthhausen Dorfplatz 6 (Standort)   | Bauernhaus           | Zum Dorfplatz traufständiger zweigeschossiger Satteldachbau, massives Erdgeschoss, Fachwerkobergeschoss verputzt, zweite Hälfte 18./1. Hälfte 19. Jahrhundert, mit starken Überformungen zweite Hälfte 20. Jahrhundert | D-6-73-134-17 Wikidata | BW             |
| Gollmuthhausen Hauptstraße 3 (Standort) | Bauernhaus           | Zweigeschossiger Satteldachbau, verputztes Fachwerkbau, 18. Jahrhundert | D-6-73-134-6 Wikidata  | BW             |
| Gollmuthhausen Lindenweg 5 (Standort)   | Bauernhaus           | Zweigeschossiger Satteldachbau, Fachwerkobergeschoss mit geschnitzten Eckpfosten, 18. Jahrhundert, massives Erdgeschoss mit jüngeren Überformungen                                                                     | D-6-73-134-12 Wikidata | Bauernhaus     |